# Советские танки в гражданской войне в Испании
Советские танки в гражданской войне в Испании — наиболее многочисленный вид бронетехники, принимавший участие в гражданской войне в Испании в армии Испанской Республики и частично, в войсках испанских националистов
В Гражданской войне в Испании танки активно применяли обе стороны конфликта — и республиканцы и франкисты. В ходе войны обе стороны использовали несколько сотен лёгких танков и танкеток. Абсолютное большинство танков и танкеток поставлено в Испанию в основном из СССР, Германии и Италии; попытки наладить производство танков в Испании ощутимых результатов не дали.
Танки применялись на всём протяжении конфликта и, несмотря на применение в качестве средства поддержки пехоты и вытекающие из этого ограничения в тактике боевого применения, танки сыграли важную роль в битвах испанской гражданской войны, а в некоторых сражениях их применение стало решающим.
Гражданская война в Испании стала первым со времён Первой мировой войны военным конфликтом, в котором танки в значимых количествах применялась обеими сторонами. Проверка на практике существовавших концепций конструкции и боевого применения танков оказала влияние на мировое танкостроение, в первую очередь в СССР и США, приведя, прежде всего, к признанию бесперспективности танков с чисто пулемётным вооружением и усилению бронирования танков, с переходом к противоснарядному бронированию.

## Т-26

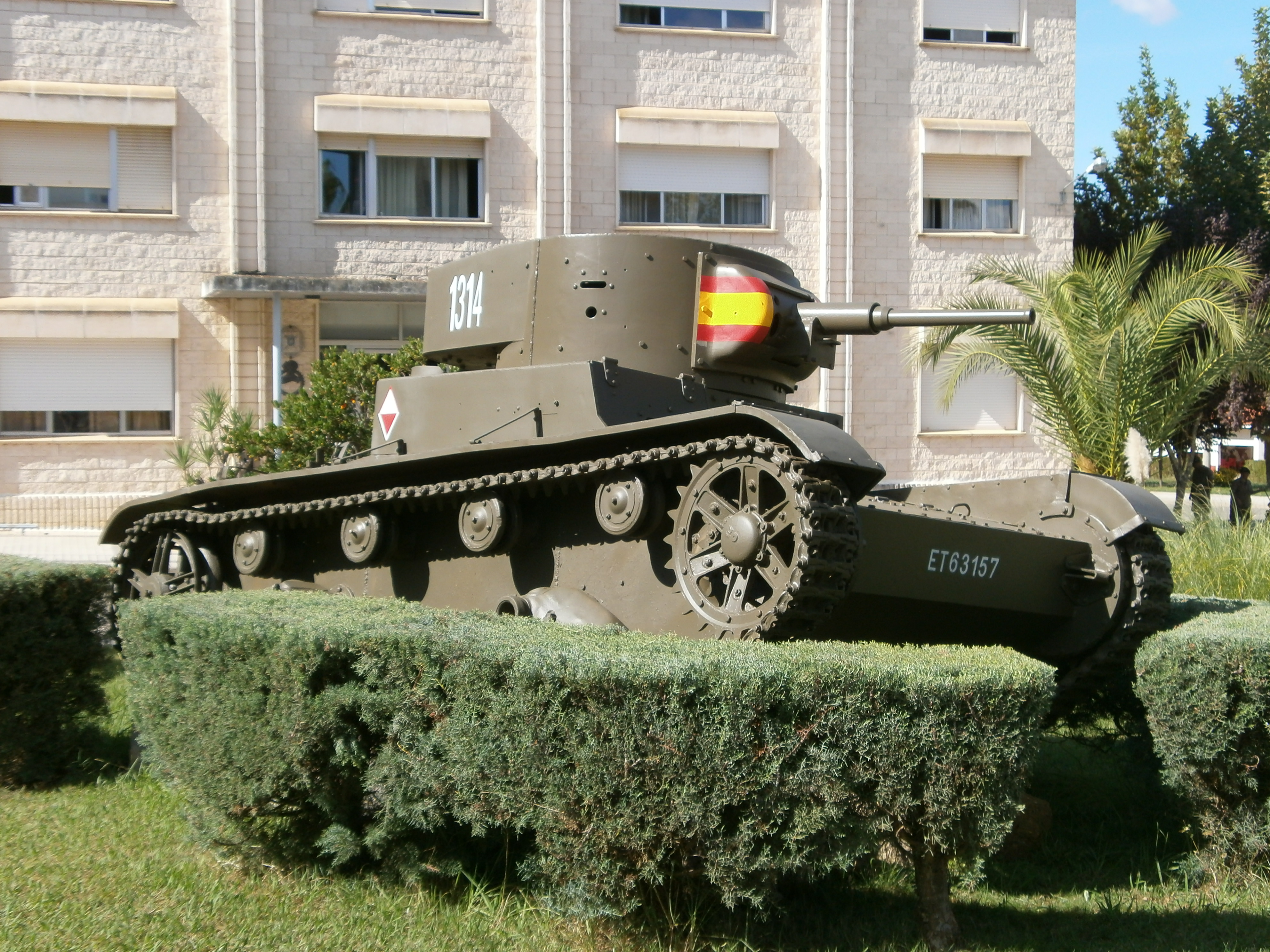
Т-26 в Бадахосе. 2013 год

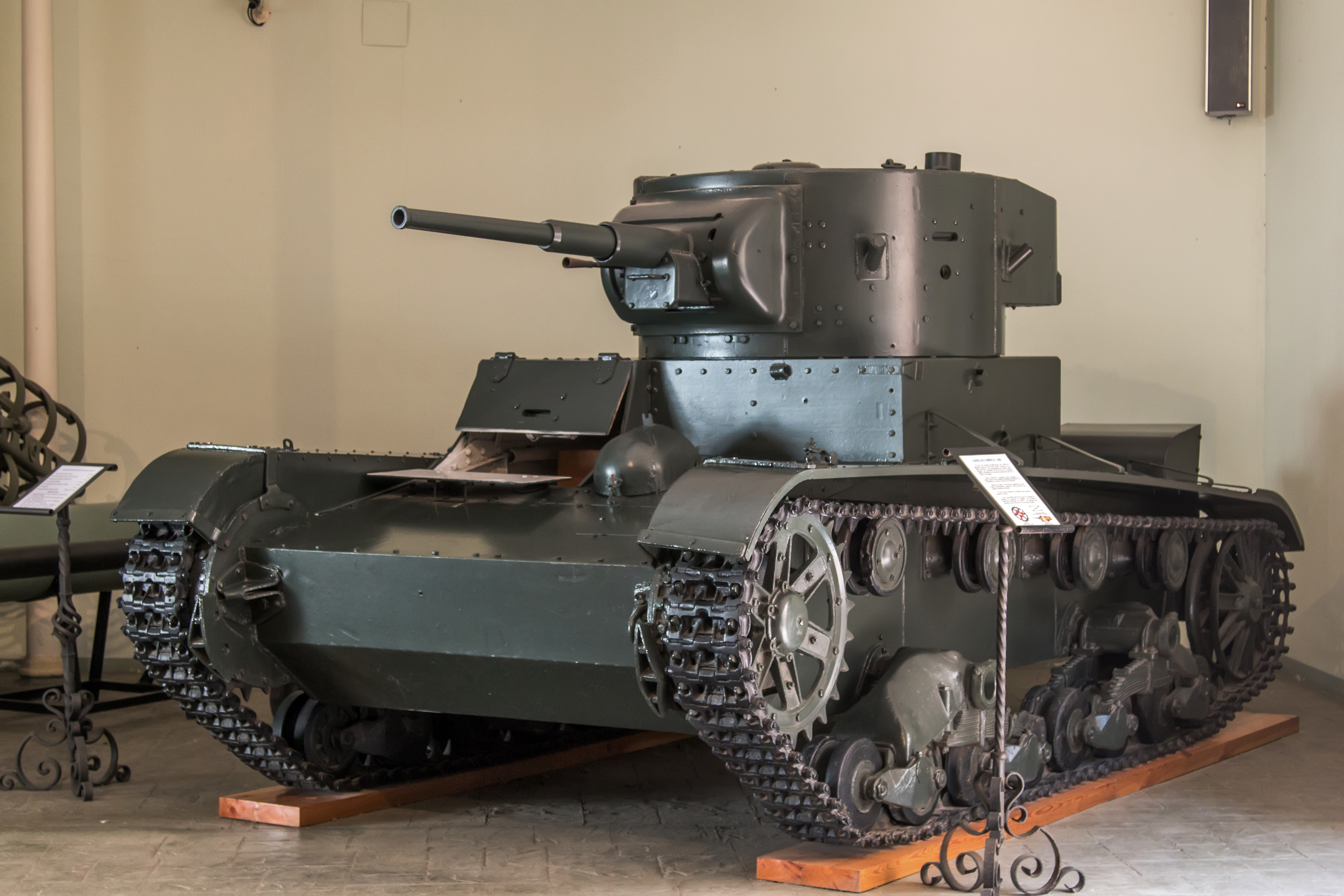
Т-26 в Валенсии. 2014 год

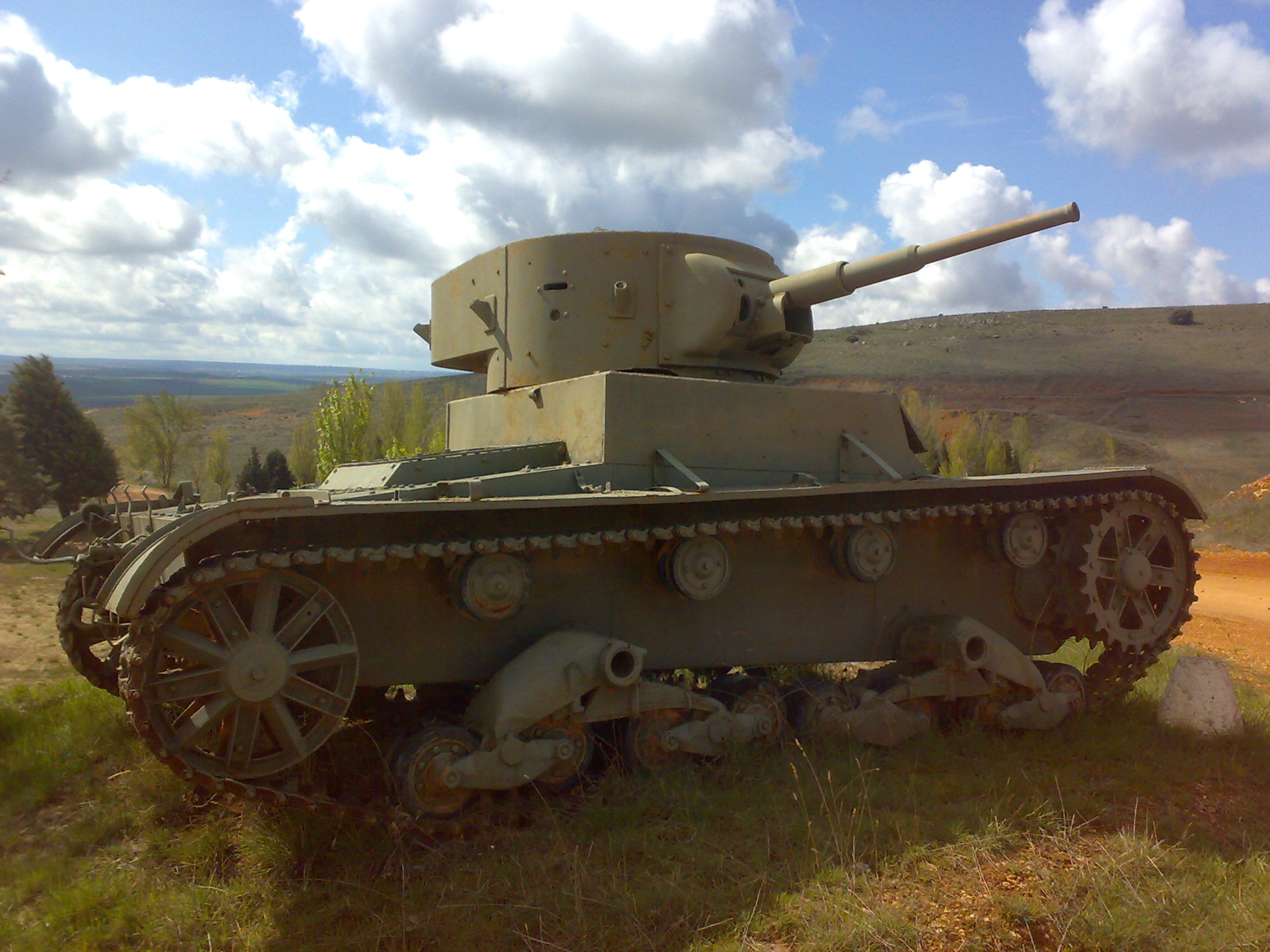
Т-26 — памятник в Саламанке

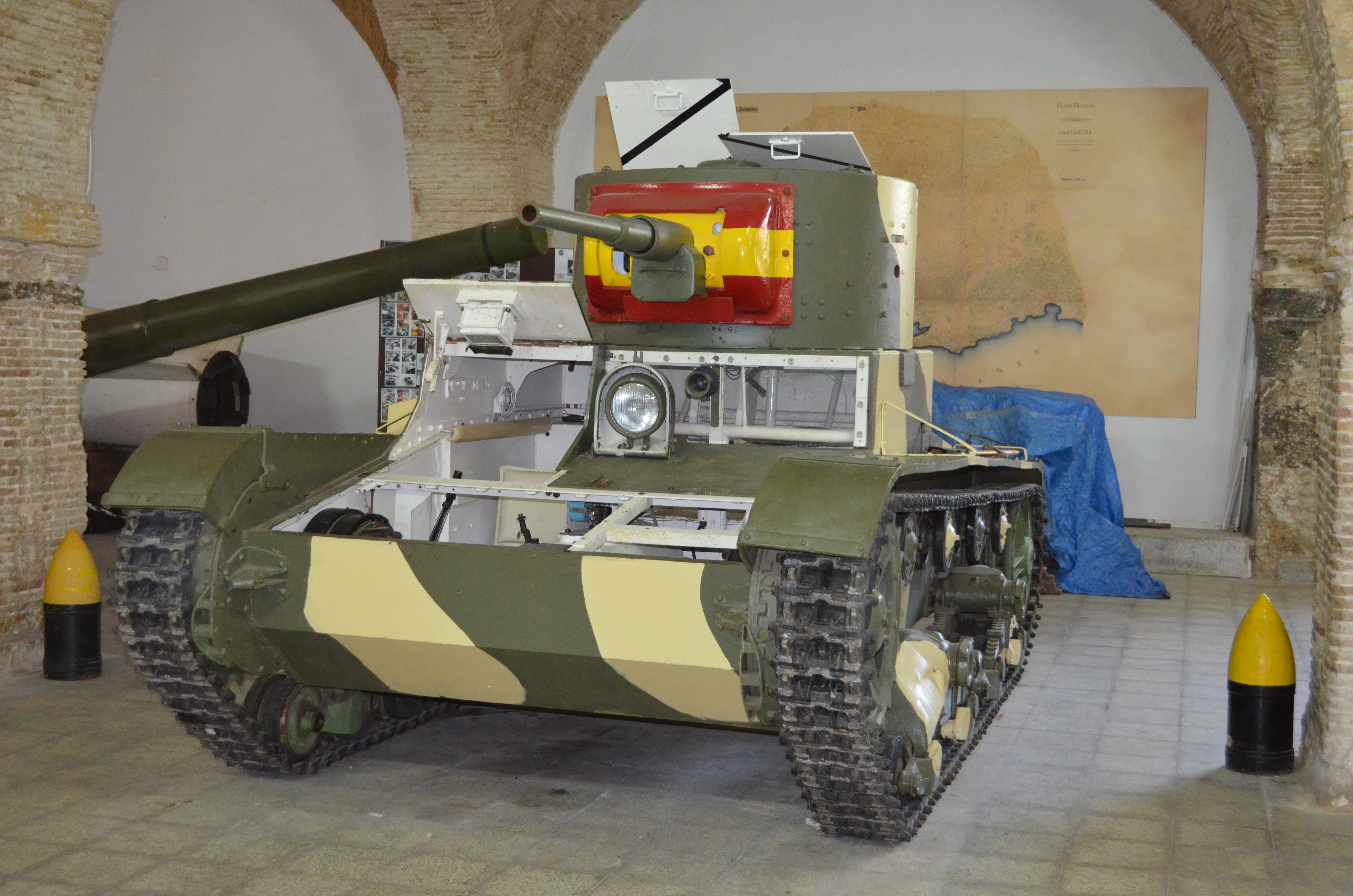
Т-26 в музее Картахены. 2015 год

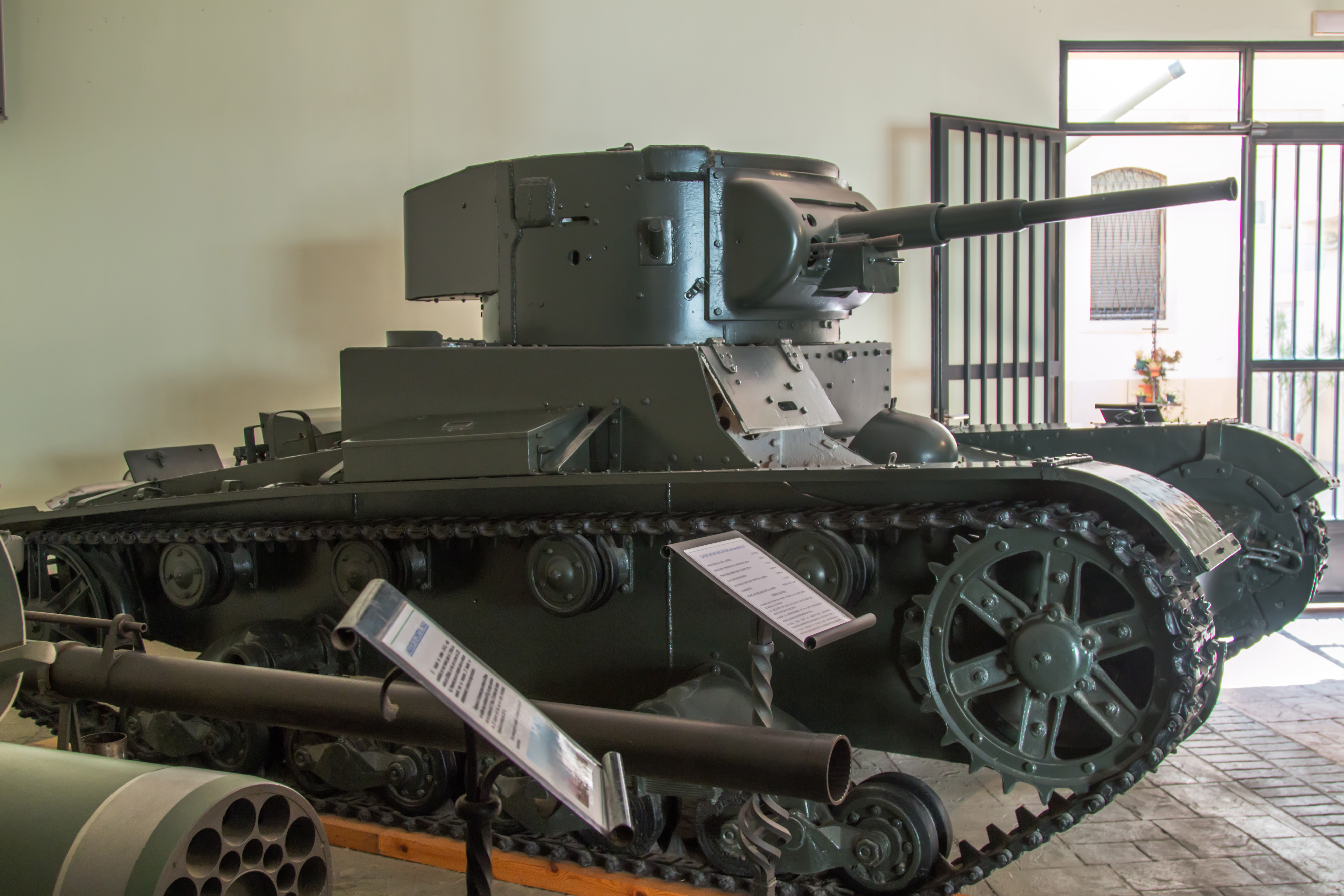
Т-26 в Валенсии. 2014 год

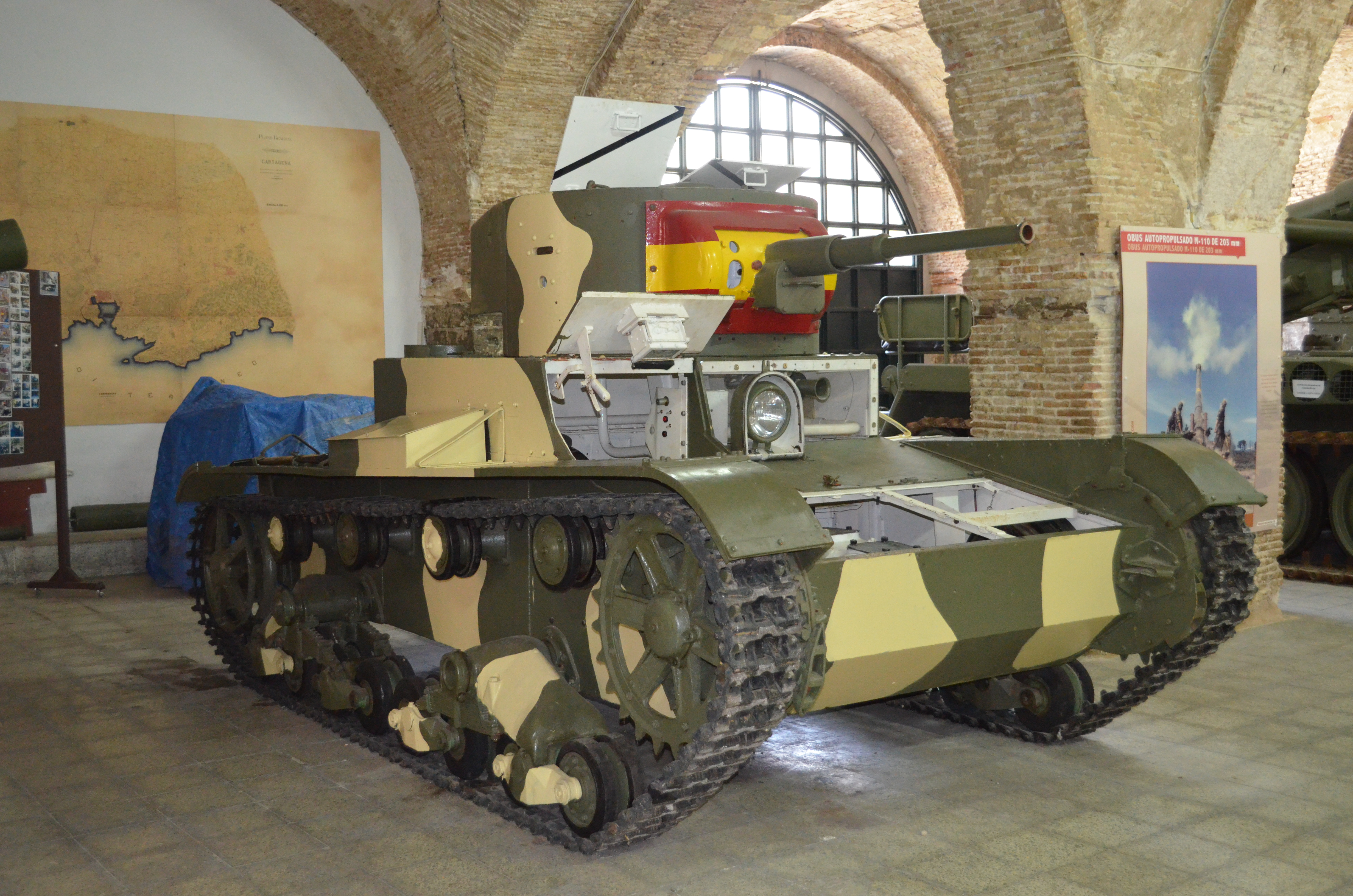
Т-26 в музее Картахены

Т-26 (в испанских и других источниках с латинским алфавитом T-26B [Т-26Б]) — советский лёгкий танк, самый массовый танк из поставлявшихся во время гражданской войны в Испании. Всего в Испанию доставлено 297 Т-26.

### Поставки Т-26 в Испанию
Из поставки советской бронетехники в Испанию до 2 августа 1937 года:
Т-26 с радиостанцией — 155
Т-26 линейные (без радиостанций) — 126
Моторы Т-26 в сборе — 195
Коробки перемены передач к Т-26 — 58
Запасные части к Т-26 — на 2 029 155 рублей.
8 июля 1937 года начальник АБТУ РККА комдив Бокис подписал справку на отправленное 17 июля 1937 имущество:
Танк Т-26 линейный (без радиостанций) с вооружением и ЗИП — 71 710 руб. (20 150 американских долларов);
Танк Т-26 с радиостанцией — 75 810 руб. (21 302 американских долларов);
Мотор Т-26 с главным фрикционом в сборе — 11 380 руб. (3198 американских долларов);
Коробка перемены передач к Т-26 в сборе — 4700 руб. (1320 американских долларов);
Пушка 45-мм танковая — 7000 руб. (2100 американских долларов);
Перископ к Т-26 — 6100 руб. (2000 американских долларов);
Радиостанция 71-ТК — 10 по 1850 руб. (555 американских долларов)

### Доставка Т-26 в Испанию
Дата прибытия	Судно Танков
12.10.1936	Комсомол 50
25.11.1936	Cabo Palos	37
30.11.1936	Marc Caribo	19
06.03.1937 Cabo Santo Tomas	60
08.03.1937	Darro 40
07.05.1937	Cabo Palos	50
13.03.1938	Gravelines 25
Всего получен 281 Т-26-297.

### Т-26 в боях

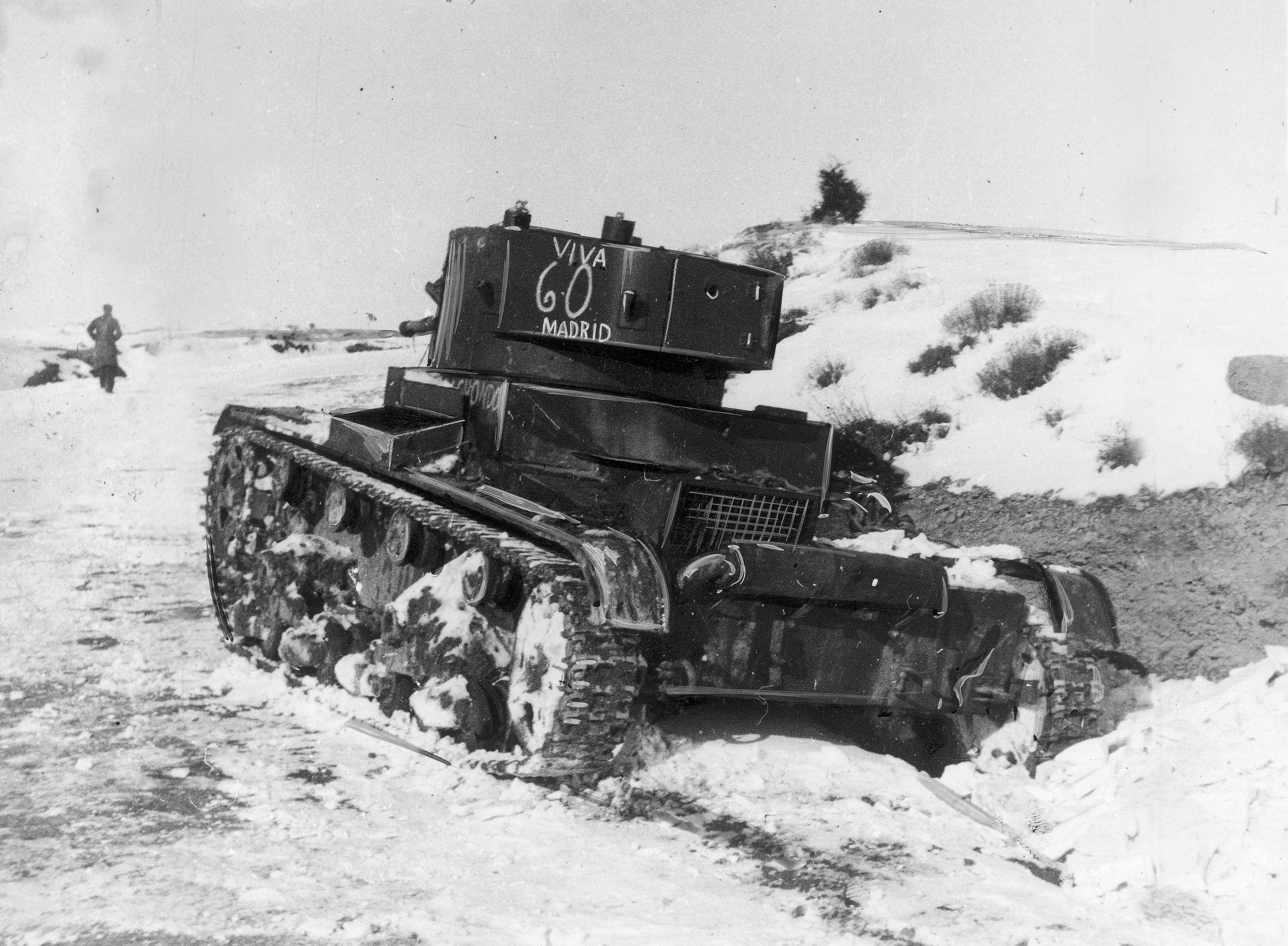
Т-26 в бою у Теруэля. Декабрь 1937 г.

12 октября 1936 года первые 50 Т-26 и 30 бронемашин прибыли в Картахену на теплоходе «Комсомол». На судне также находилось 50 советских танкистов во главе с полковником С. М. Кривошеиным. Но как выяснилось позднее, данной группе катастрофически недоставало квалифицированных механиков, запасных частей и оборудования. Это было громадное упущение, которое серьёзно уменьшило эффективность боевых действий советских танков. И это была далеко не единственная ошибка, связанная с приходом в Испанию танковой группы Кривошеина. Интеграция бронетехники в войну с самого начала оказалась очень плохо спланирована и хаотична: ни Кривошеин, ни военно-морской атташе Кузнецов не отдали приказ, куда отправлять технику и экипажи. Много драгоценного времени было потеряно. В конце концов они узнали, что советские броне- специалисты должны служить как инструкторы для республиканских танкистов в учебном центре, созданный в курортном поселке Арчена примерно в 90 км от порта. В отличие от советских летчиков, которые изначально были посланы в Испанию специально, чтобы летать, танкисты РККА напрямую для ведения боевых действий были не предназначены. Но, в ходе дальнейших боевых действий, грозивших значительными поражениями, в течение нескольких недель изменили всю схему и сроки подготовки. Некоторые танки вместе с советскими танкистами из группы Кривошеина были поспешно направлены на Центральный фронт у Мадрида.
26 октября была сформирована 1-я рота из 15 танков и подобраны советские танковые инструкторы и специалисты. Командиром назначен капитан Поль Арман. Самые лучшие, быстро обучаемые республиканцы вошли в экипажи танков в качестве заряжающих. 29 октября рота Армана начала действовать у Сесеньи в около 15 км от подступов к Мадриду. Оттуда танкисты участвовали в поддерже частей Листера в контрнаступлении юго-западнее Мадрида.
Начало действий танков Т-26 в испанской войне драматично — триумф боевого духа, но тактическое фиаско. В 6.30 29 октября танковая рота Армана вошла в Сесенью, и подразделение франкистов вскоре откатилось на запад в сторону следующей деревни, Эскивиас. Именно здесь советские и итальянские танки впервые в этой войне участвовали друг против друга. Т-26 Семена Oсадчего таранил итальянскую танкетку и сбросил её с дороги. Группа Армана быстро продвинулась на 20 километров вперед. Неожиданно смелые действия танков не соответствовали действиям поддерживающей их республиканской пехоты. Тем временем, в тылу противника, группа Армана нанесла серьёзный урон франкистам. Т-26 явно вызвал некоторую растерянность у противника, который, впоследствии, разработал новую тактику для противостояния советским танкам. Согласно отчетам, республиканские танки: «уничтожили два танка, 13 артиллерийских орудий, 2 артиллерийских батареи и 8 автомашин.» Танки также «рассеяли или уничтожили 600 пехотинцев и 3 кавалерийских эскадрона и захватили одну пушку.» Республиканские потери в первом танковом бою значительны: уничтожено 3 танка и 10 танкистов (6 советских и 4 испанца)

## БТ-5

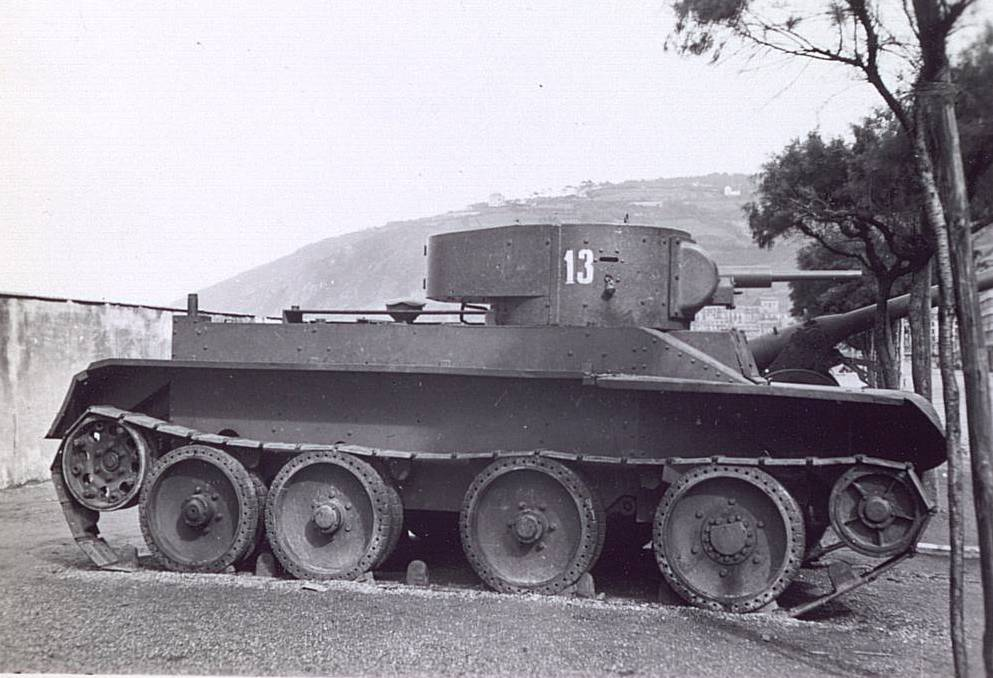
БТ-5 республиканцев в Испании. 1936—1939

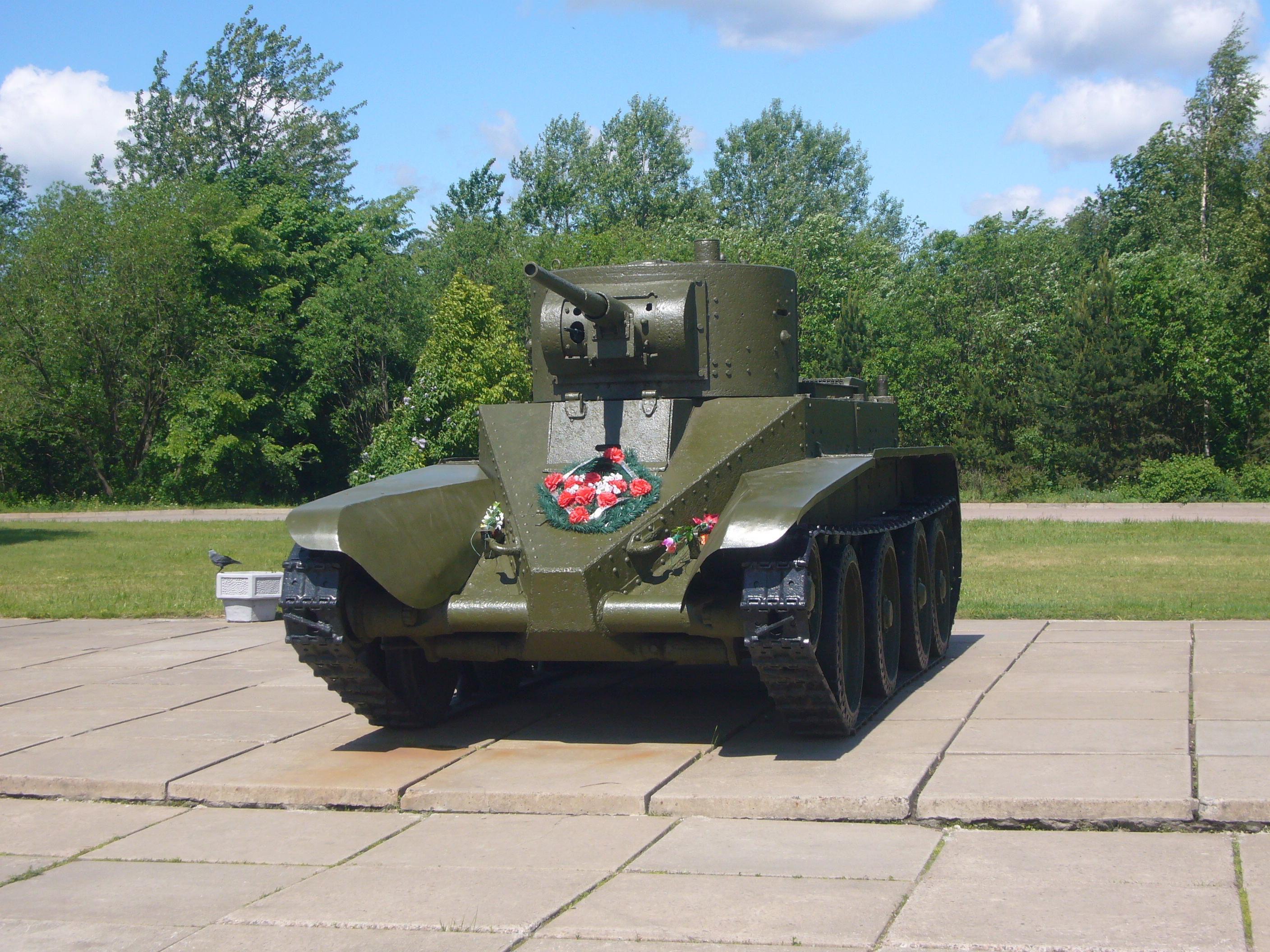
БТ-5 спереди-слева

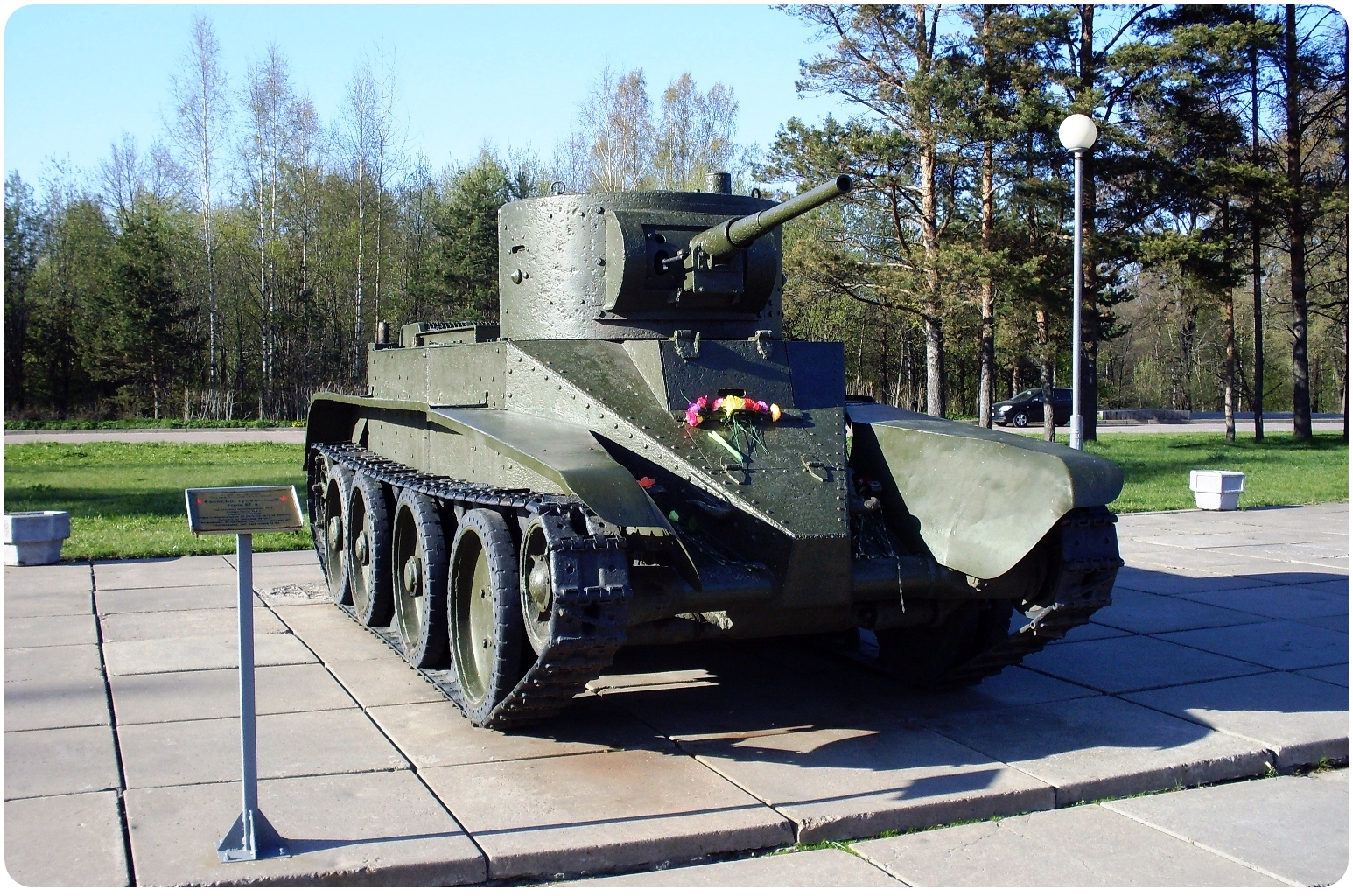
БТ-5 спереди-справа

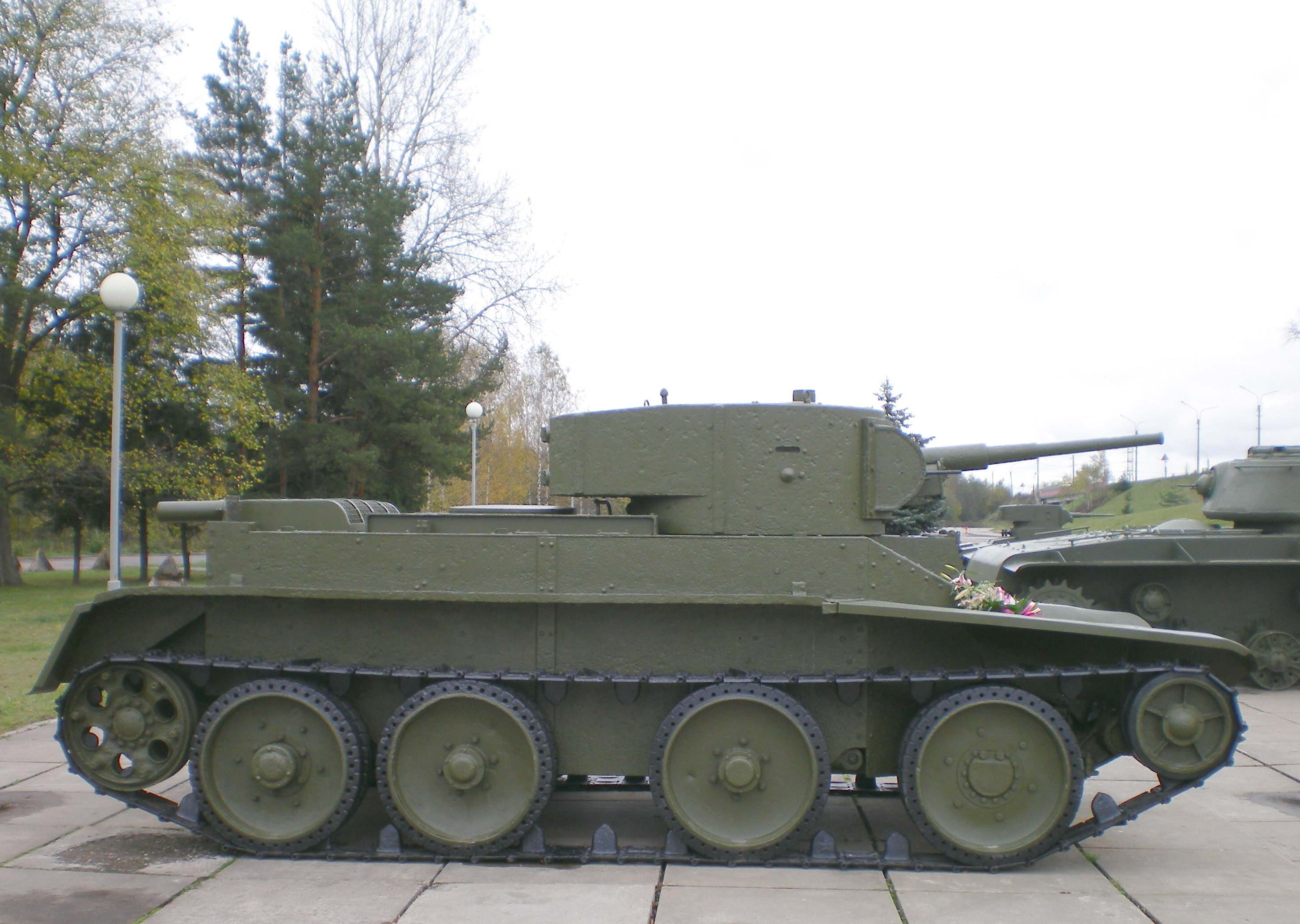
БТ-5 справа

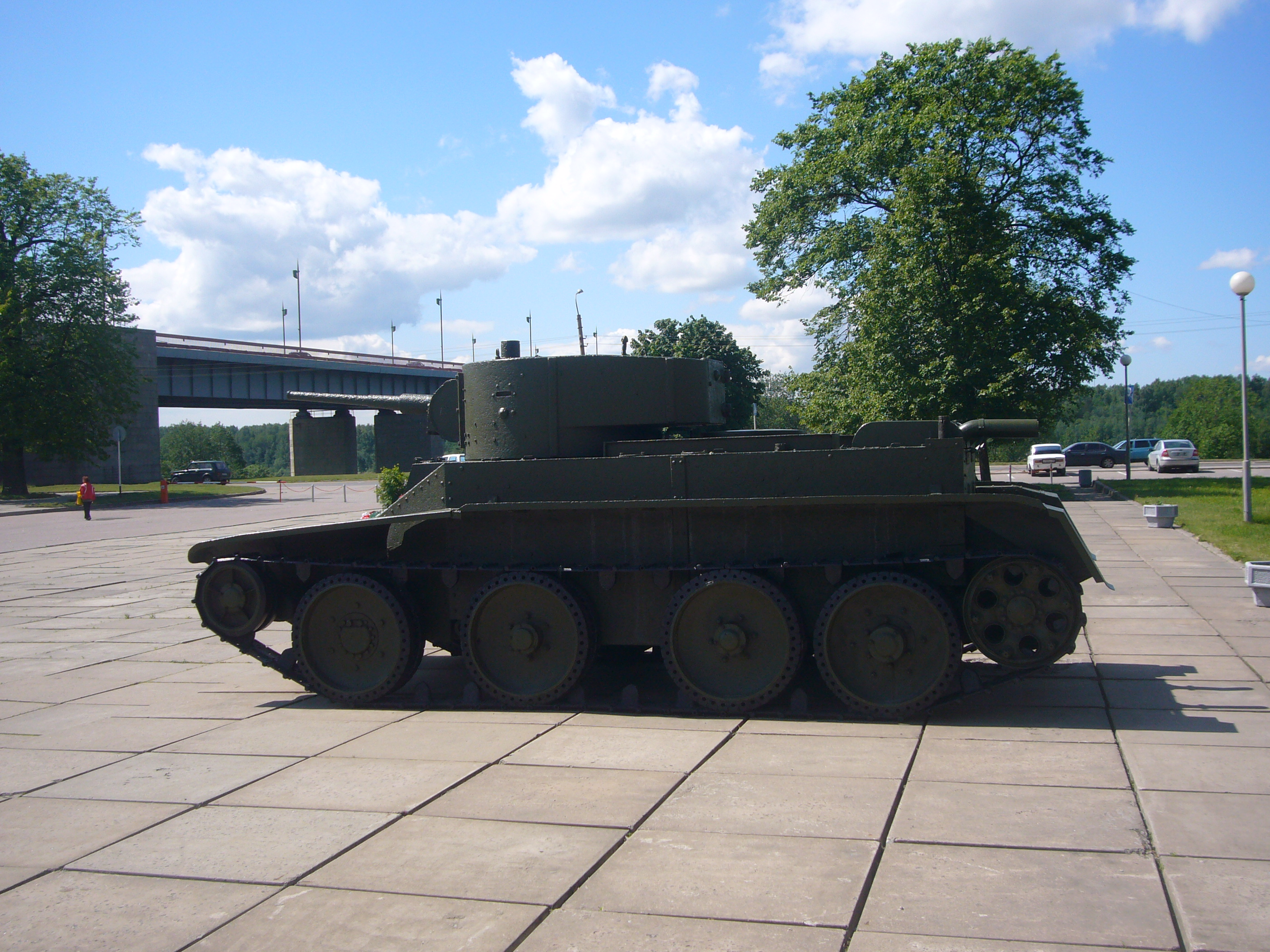
БТ-5 слева

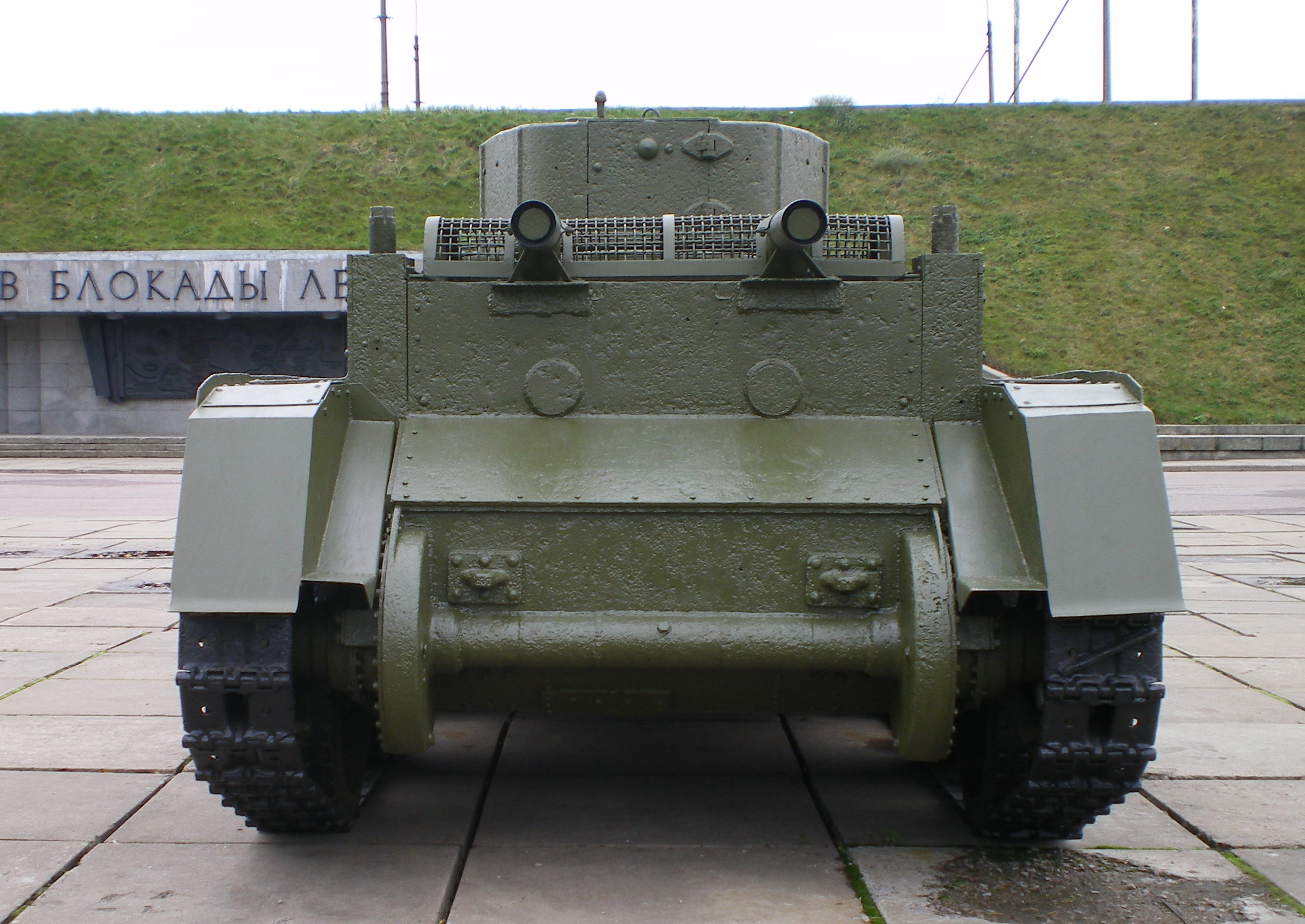
БТ-5 сзади

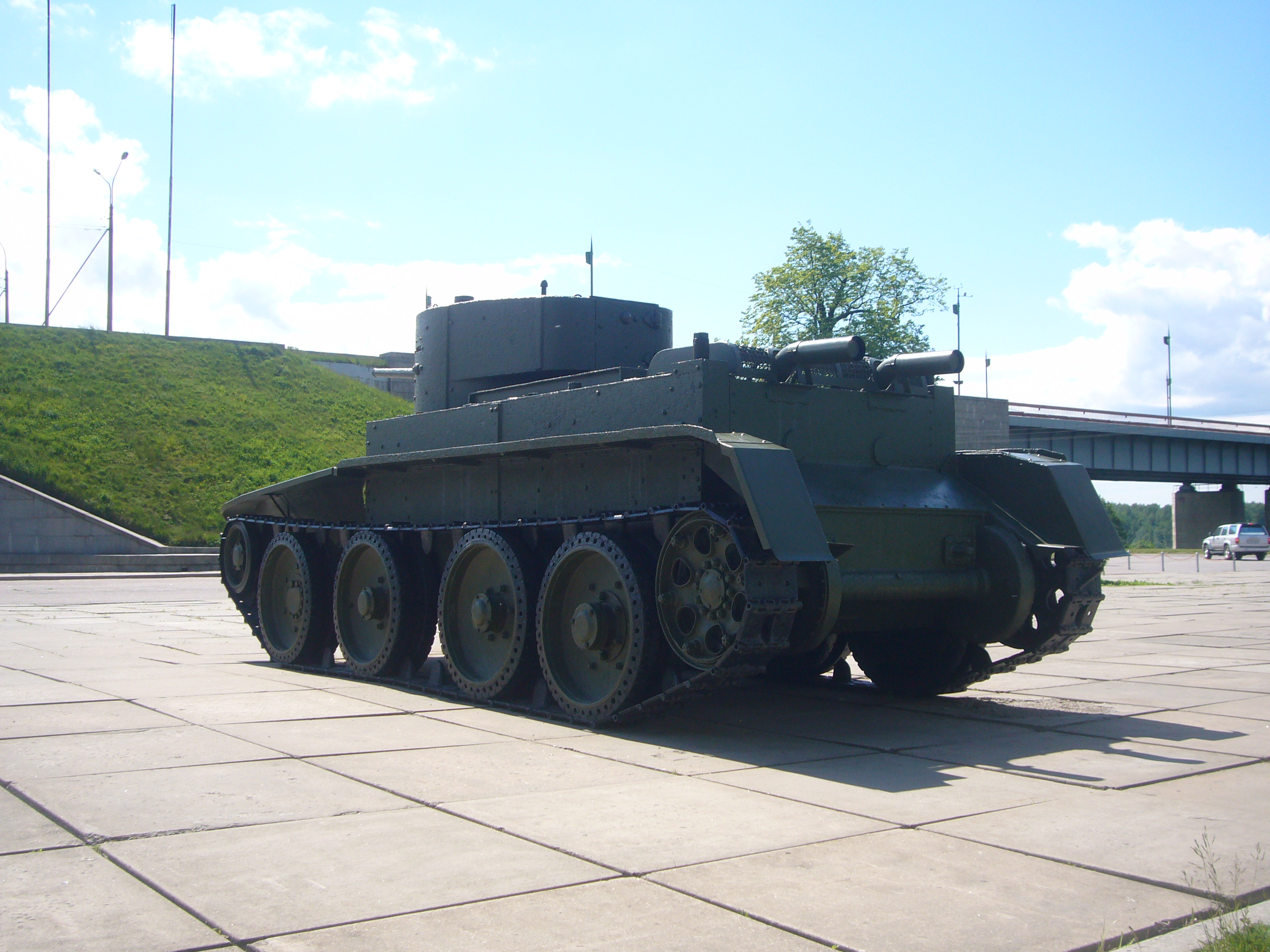
БТ-5 сзади-слева

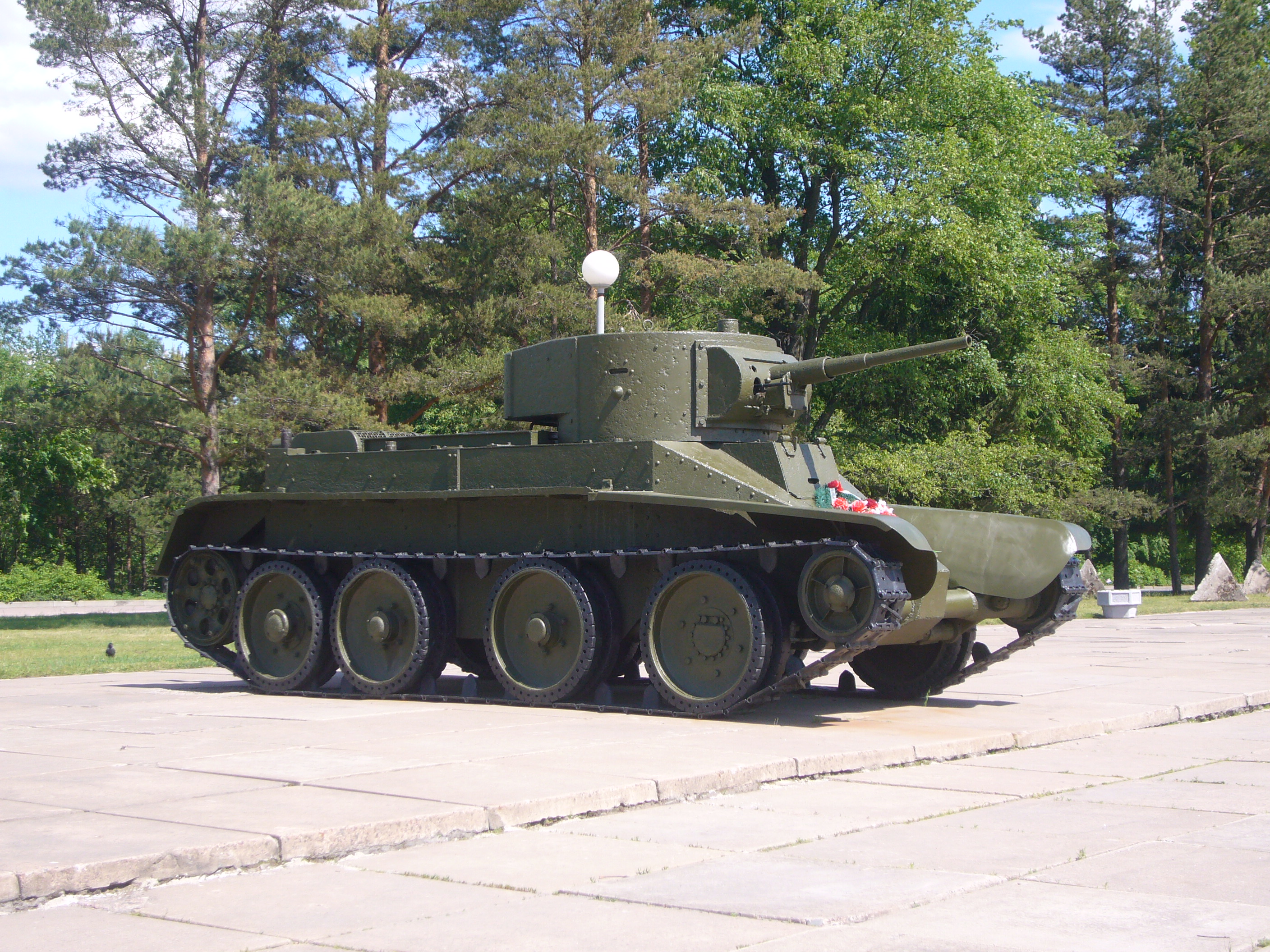
БТ-5 слева-спереди

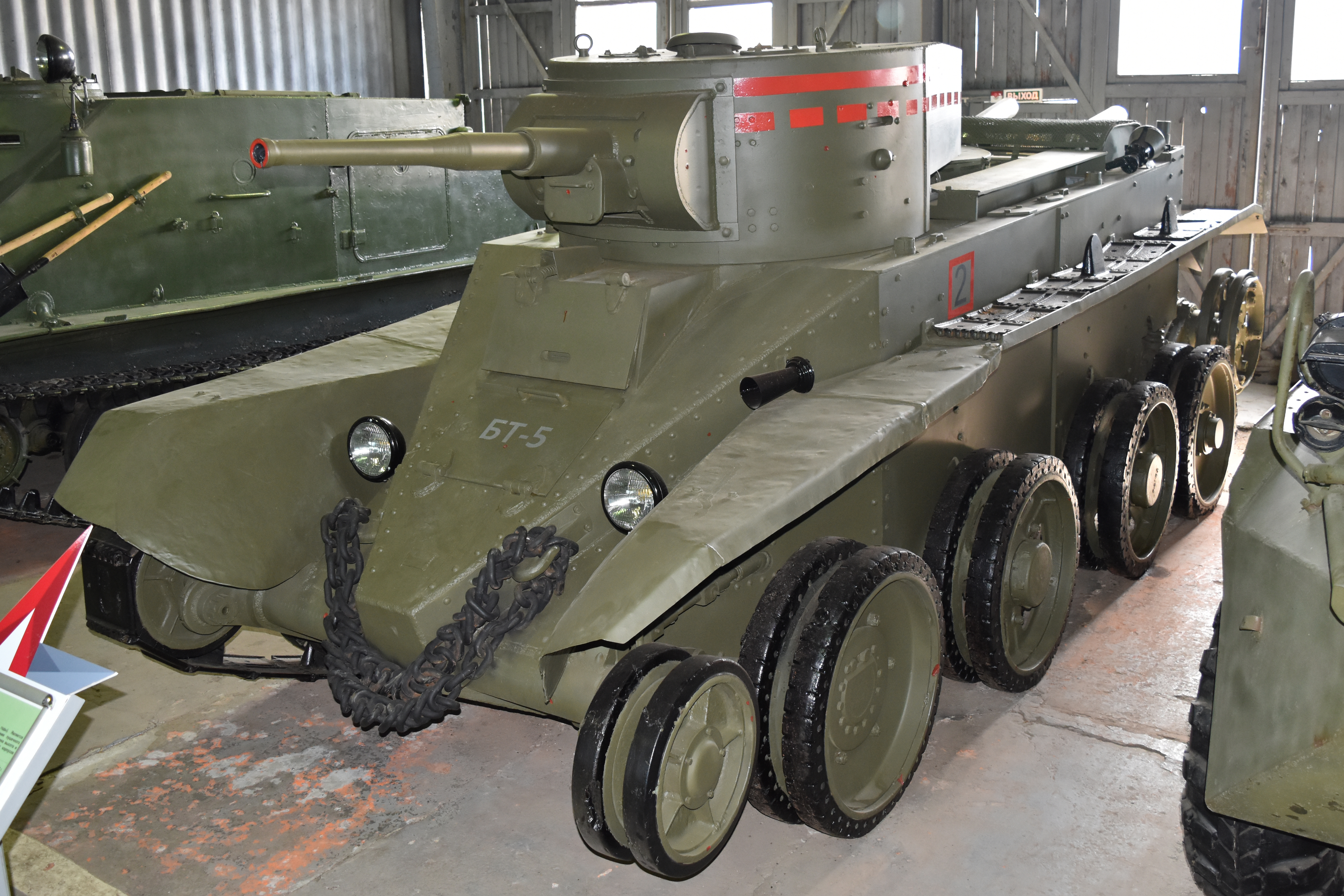
БТ-5 на колёсах спереди

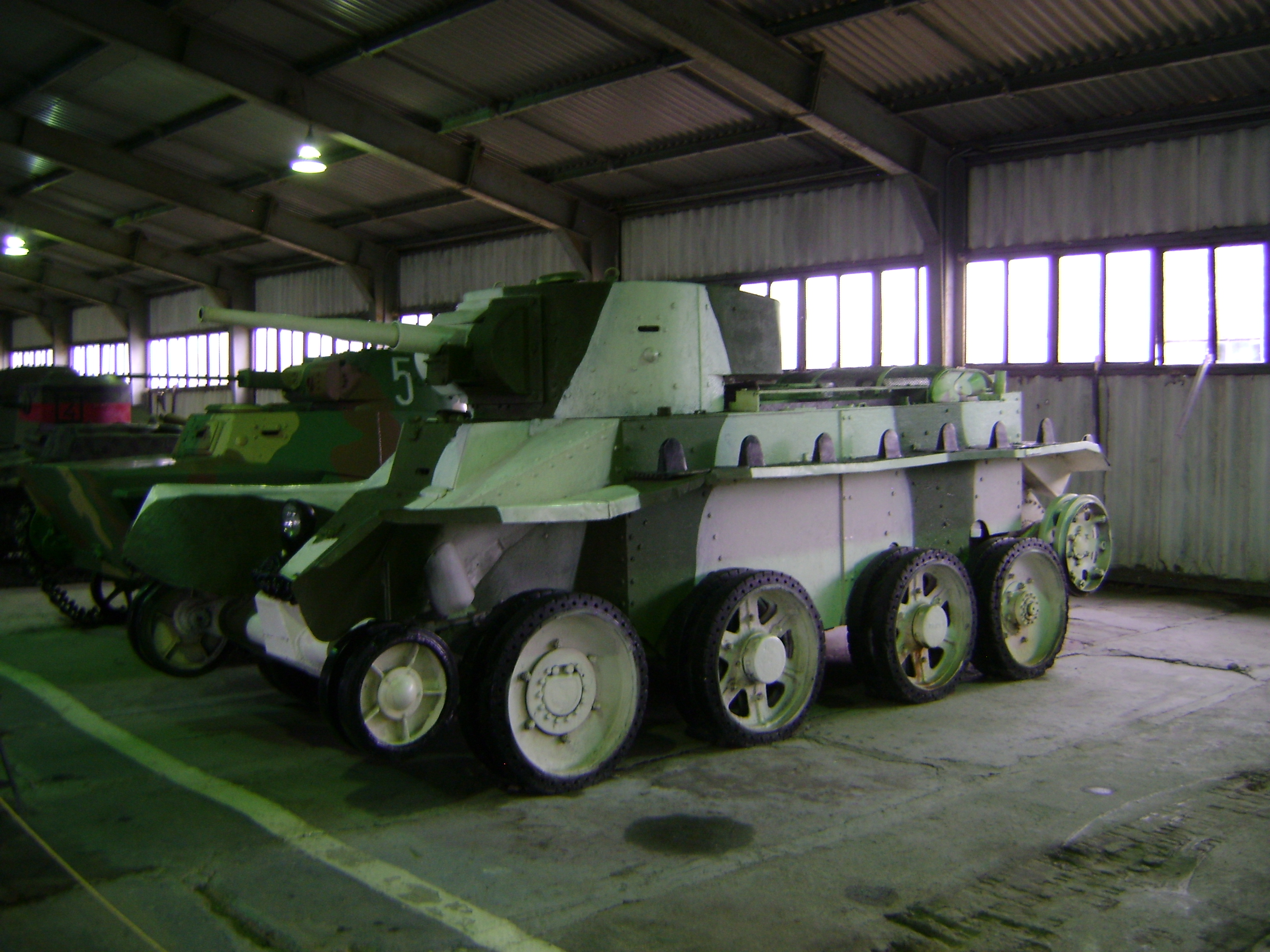
БТ-5 на колёсах слева

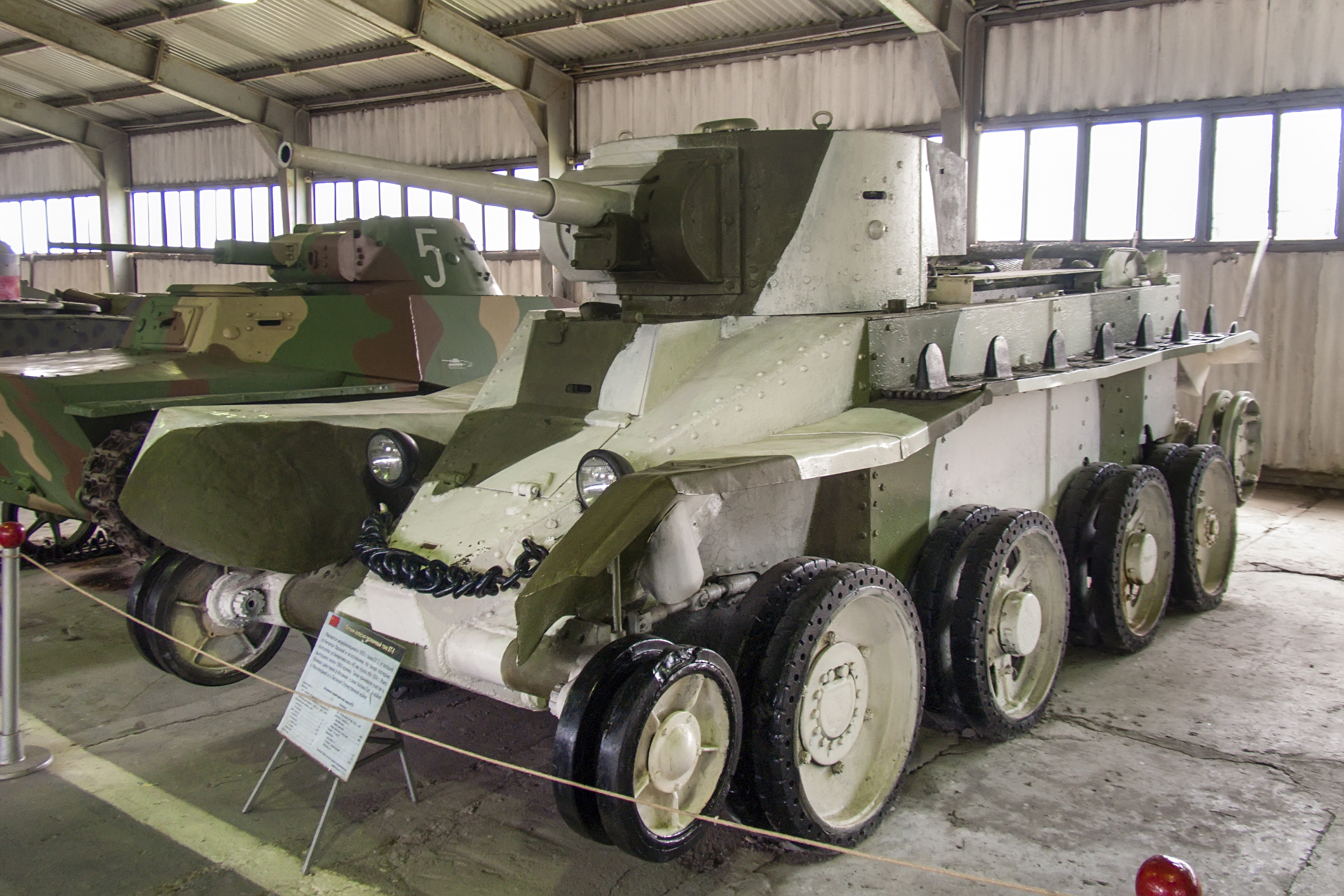
БТ-5 на колёсах спереди

28 июля 1937 года начальник АБТУ РККА комдив Бокис подписал справку на отправленное 17 июля имущество:
Машины БТ-5 линейные (без радиостанций) с вооружением и ЗИП — 38 по 101 250 руб. (28 451 американских долларов);
То же, с радиостанциями — 12 по 104 580 руб. (29 387 американских долларов);
Моторы М-5 с главным фрикционом в сборе — 50 по 15 900 руб. (4468 американских долларов);
Коробок перемены передач к БТ-5 — 50 по 4800 руб. (1349 американских долларов);
Пушка 45-мм танковая по 7000 руб. (2100 американских долларов);
Рация 71-ТК — 10 по 1850 руб. (555 американских долларов)
Погрузили танки 24 июля 1937 года в Севастополе на испанское торговое судно «Kabo San-Augustin». Рейс осложнился тем, что к тому времени франкисты (с помощью Германии и Италии) контролировали большинство испанского побережья, но в этот раз обошлось. Вместе с БТ-5 во главе с А.А. Ветровым убыла группа сопровождающих специалистов. Для конспирации основная часть танкистов-добровольцев (в основном из бригад 5-го мехкорпуса) во главе с полковником С. И. Кондратьевым отправлена в Испанию из Ленинграда на другом судне. Это судно прибыло в Картахену 1 августа.
После прибытия советских танкистов началось формирование 1-го отдельного интернационального танкового полка (1-го оитп), укомплектованного полностью БТ-5, в экипажи набрали испанцев и добровольцев в основном из славянских стран. Но всё же советские танкисты занимали большинство должностей командиров танков и механиков-водителей. Боевое крещение 1-й оитп на Арагонском фронте. Приказ о передислокации получен полком ещё в конце сентября, его выполнение затянулось почти на 2 недели. Полк совершил за двое суток 630-километровый марш. Танки шли на гусеничном и колесном ходу переменно, почти без потерь по техническим причинам, что частично подтвердило надежность колесно-гусеничного движителя.
К рассвету 13 октября большая часть полка сосредоточена в 10 км юго-восточнее Фуэнтес-де-Эбро, этот городок — «крепкий орешек» даже для танков. Кроме нескольких линий траншей, франкисты подвели сюда полевую артиллерию и бой обещал был тяжёлым. Перед началом атаки 40-48 БТ-5, А у мятежников не было танков. План наступления бесхитростный. Республиканцы с помощью БТ-5 надеялись пробить брешь в обороне одним ударом, выйти противнику в тыл и разгромить его. Для закрепления первоначального успеха на БТ-5 решили посадить десант под командой капитана Агила из 24-го пехотного батальона 15-й интернациональной бригады. На флангах и в тылу были американские и британские добровольцы. Про десантирование с танков и про взаимодействие с ними, испанцы имели далёкое понимание и потому их дальнейшие действия сыграли на противника.
По условиям местности у Фуэнтес-де-Эбро до первой линии окопов от 400 до 800 метров, но идти танкам нужно было по равнине, а полк растянулся по фронту почти на 4 километра. Перед атакой республиканцы провели «артподготовку», сделав двумя батареями несколько залпов по противнику. Обстрел не целенаправленный, но дал понять франкистам откуда ждать удар. Танковая атака — неожиданность для первой линии республиканской пехоты, которую не оповестили о атаке танков. Приняв БТ-5 за танки франкистов, пехотинцы открыли огонь по ним — десант тоже ответил огнём. Пройдя свою первую линию обороны, танкисты оказались предоставленными сами себе, десант почти сразу покинул танки и попытался следовать под их прикрытием. Имея приказ провести атаку быстрее, танки вырвались далеко вперед.
Вот какие события дальше. «…Роберт Гладник закрыл башенный люк своего танка и посмотрел в перископ. Танк двигался по полю, заросшему травой, и все, что он видел — шпиль церкви Фуэнтес в 90 м впереди. Прыгая на ухабах, Гладник растерял почти весь свой десант, когда его танк угодил в глубокий овраг. По радио ему никто не отозвался, но танк мог двигаться, и ему удалось выбраться. Расстреляв весь боезапас в направлении церкви, он вышел из боя… Вильям Кардаш находился в центре наступающей танковой роты. Ему удалось удачно преодолеть овраг, но у самых вражеских позиций его танк был подожжен бутылкой с зажигательной смесью. Двигатель не заводился, пытавшихся приблизиться к горевшему танку националистов Кардаш отсекал огнем. Лишь тогда, когда огонь подобрался к боевому отделению, экипаж покинул машину и был спасен подоспевшим на выручку экипажем другой машины»…
В такое же положение в оврагах и оросительных каналах попало более десяти БТ-5, но отдельные танки прорвались через проволочное заграждение и вошли в город. Здесь БТ-5 в невыгодном положении на узких улицах и, потеряв ещё несколько танков, полк вынужден был отступить. Результаты этого наступления не удовлетворили республиканцев. Хотя интербригада заняла позиции между двумя линиями обороны франкистов, поддержки ей не оказывалось. Танковый десант уничтожен почти полностью. Потери танкового полка, по разным данным, от 16 до 28 танков, причем часть поврежденных БТ-5 удалось эвакуировать. Утверждается, что полностью погибло 16 танковых экипажей (по другим данным — 37 танкистов), включая заместителя командира полка Бориса Шишкова, который сгорел в своём танке. В любом случае, это самые тяжёлые потери в танках за всю войну.
Не менее драматично развивалась ситуация у города Теруэль. По сути это была горная крепость, которую после нескольких неудачных попыток штурма франкисты укрепили ещё сильнее. Захват Теруэля был целью не только оперативной, но и важной для политической обстановки. Осенние поражения 1937 года сделали раскол в действия республиканцев и с потерями значительной территории, включая Басконию. Захват Теруэля мог вернуть почти утраченную надежду на перелом в войне, но стоил больших жертв обеим сторонам и впоследствии обернулся неудачей республиканцев. К октябрю 1937 года город Теруэль оборонял лишь 9-тысячный гарнизон под командой полковника д’Аркура из солдат, фалангистов и гражданских гвардейцев. Против них республиканцы имели 100 000 человек, 42 БТ-5 и Т-26, около 30 бронеавтомобилей и 125 орудий. Авиация оказывала некоторую поддержку с воздуха. По политическим соображениям было решено отказаться от участия интербригад — взятие города должно было проводиться только испанцами. Учитывая, что количество Т-26 — две танковые роты, количество БТ можно оценить в 20-25 машин. Операция началась 15 декабря 1937 года, за два дня до планируемого начала нового наступления франкистов на Мадрид. В пользу оборонявшихся была холодная погода (временами температура падала до — 20°), 30-40-сантиметровый слой снега и гористая местность. Уже 17 декабря город оказался в полном окружении. Большую часть боевых действий танки действовали из засад и эпизодически контратаковали, а под новый 1938 год танки отбивали сильную атаку франкистов, которые начали операцию по деблокаде города. В контрнаступлении участвовало 8 пехотных батальонов с поддержкой танкеток CV 3/35 и авиации. Не выдержав натиска, 40-я испанская пехотная дивизия почти в полностью оставила позиции и только танки несколько часов удерживали западную окраину города. Надо отдать должное советским и испанским танкистам — при отражении атаки они подбили две танкетки и заставили отступить остальных. Больше того, развивая успех, экипажи 1-го отдельного интернационального танкового полка, действовавшие с Т-26 и бронеавтомобилями, контратаковали и рассеяли пехоту франкистов.
Очередной штурм города 2 февраля 1938 года закончился для франкистов безрезультатно. Экипажи БТ-5 снова проявили себя с наилучшей стороны — например, танковая рота под командой капитана П. Сиротина атаковала противника сама, нанеся потери его пехоте. В который раз доказана и слабость и неприспособленность к современной войне танкеток — за день франкисты потеряли 6 CV 3/35, в том числе 3 безвозвратно. Гарнизон Теруэля из 5000 солдат, не выдержав долгой осады, был вынужден слаться. В то же время, к 8 февраля в 1-м оитп вышло из строя 15 танков, но часть их снова ввели в строй. Окончательно взять Теруэль мятежники решили 12 февраля, стянув в этот район 11 пехотных дивизии и 40 танков PzKpfw I и танкеток CV 3/35. Республиканцы почти не получали подкреплений, так что победа должна была быть легкой. Вместо этого больше чем на неделю франкисты увязли в боях местного значения. Например, 20 февраля на северо-западном участке обороны Теруэля у Мансуето, республиканские танкисты атаковали противника сами. На этот раз отличилась рота под командой лейтенанта А. Разгуляева, которая подбила 2 «панцера» прикрывая огнем из засады отход испанского батальона. После этого 5 БТ-5 перешли в контратаку и подбили ещё 3 PzKpfw I. Очень серьёзного сопротивления танки мятежников оказать не могли, они вооружены только 7,92-мм пулемётами. Пехота противника под ударом республиканских танков в замешательстве. Если бы не помощь артиллерии и авиации франкистов, конец этого сражения мог оказаться для них очень неприятным. Полк тогда потерял только 1 танк, который был поврежден близким разрывом бомбы. Экипаж погиб, но подбитый БТ-5 эвакуировали в тыл и его восстановили. Битва за Теруэль завершилась 22 февраля — республиканцам пришлось оставить город, потеряв там около 55 000 человек.
Полк БТ-5 всё ещё оставался достаточно боеспособной частью. К тому же 22 февраля в нём ещё 42 танка, но только 15 из них могли участвовать в дальнейших боях. Видимо, в общее число танков также были включены Т-26. После отвода в тыл танки встали на ремонт в районе Формиче-Бахо — надо было менять изношенные части трансмиссии, двигатели, заменять орудийные стволы и заменять детали ходовой части. К этому времени помощь из СССР сократилась и запасных частей нехватало. Ремонт завершили к концу февраля и после этого полк перевели на Восточный фронт, где после сильного наступления франкистов осталась «брешь» на участках 24-й и 30-й пехотных дивизий республиканцев от Фуэндетодос до Монтальбана (на севере от Теруэля). Выдвигавшийся первым отряд — восемь БТ-5 под командой командира 1-й роты П.Смирнова, совершая 60-километровый марш, у Монтальбана встретился с колонной франкистской пехоты. Франкисты шли без тяжелого вооружения и боевого охранения, чем решил воспользоваться Смирнов. Республиканские танки рассеяли пехоту, после чего танки окопали на шоссе Мартин-дель-Рио — Вальдеконехос, где ожидался следующий удар противника. Утром следующего дня эта группа БТ-5 атакована большим количеством пехоты с 20-ю танкетками. Республиканский танковый отряд, подпустив противника на 500—800 метров, начал расстреливать танкетки. Первыми выстрелами подбито 2 CV 3/35. Пехота противника под пулемётным огнем вынуждена была залечь. Затем БТ-5 подбили ещё две танкетки и франкисты отступили. Преимущество советских БТ-5 над немецкими «панцерами» подтвердилось в очередной раз в бою у населенных пунктов Ихар и Альбасете-дель-Арсобиспо когда один БТ-5 вступил в бой с пятью Pz.I, один из них подбил из пушки, и после того как разбило прицел орудия — таранил второй. Экипаж танка был только из двух советских танкистов (лейтенанта А. Разгуляева и механика-водителя М. Даниловым). В марте-апреле 1938-го советское присутствие в Испании стали сокращать. Этому способствовала политическая обстановка в Республике, где центральная власть не могла эффективно наладить взаимодействия с союзными партиями и организациями. Падение республиканцев стало вопросом лишь времени и в этой ситуации советское правительство решило отозвать советских «добровольцев». Вслед за летчиками в конце марта в СССР отправили и танкистов. К этому времени в 1-м интернациональном полку их осталось 22 при 18 танках. Из-за больших потерь полк вывели не переформировку, 30 марта 1938 года доукомлектовав испанцами и переформировав его в танковую бригаду.
Летом 1938 года, почти оставшись без поддержки извне, республиканцы сделали последнюю попытку переломить ход войны на свою сторону. В битве на Эбро участвовала основная масса уцелевших танков и около 70—75 самолётов. Наступление началось 25 июня и первое время для республиканцев шло удачно. Войска под командой полковника Хуана Модесто (Juan Modesto) постепенно двигались к главной цели — городу Гандеса в 25 км от Эбро, но через несколько дней обстановка изменилась. Местность была неблагоприятной для действий танков — со множеством заболоченных и каменистых участков. Ближе к городу начинаются холмы, где быстроходным БТ-5 реализовать преимущество в манёвре и скорости было негде. К тому же, франкисты после начала сражения имели 550 самолётов, создав внушительное преимущество в авиации и этим предопределив исход этих боёв. Немногие оставшиеся БТ-5-е после этого эпизодически использовались в боях и после капитуляции 1 апреля 1939 года перешли к франкистам. Предположительно, им досталось около 5 БТ в исправном состоянии, как минимум один из них с башней раннего типа. Но франкисты начали использовать эти танки ещё на год ранее. Например, на Арагонском фронте некоторое время в итальянской Raggruppamento Carristi было пять Т-26, которые франкисты свели в «русскую» группу. В ходе боев три танка потеряли безвозвратно и заменили на захваченные БТ-5. Видимо, до победы франкистов ни один танк «русской» группы не дожил, сведения о их боевых действиях в 1938—1939 годах отсутствуют.

## Бронетехника республиканской армии

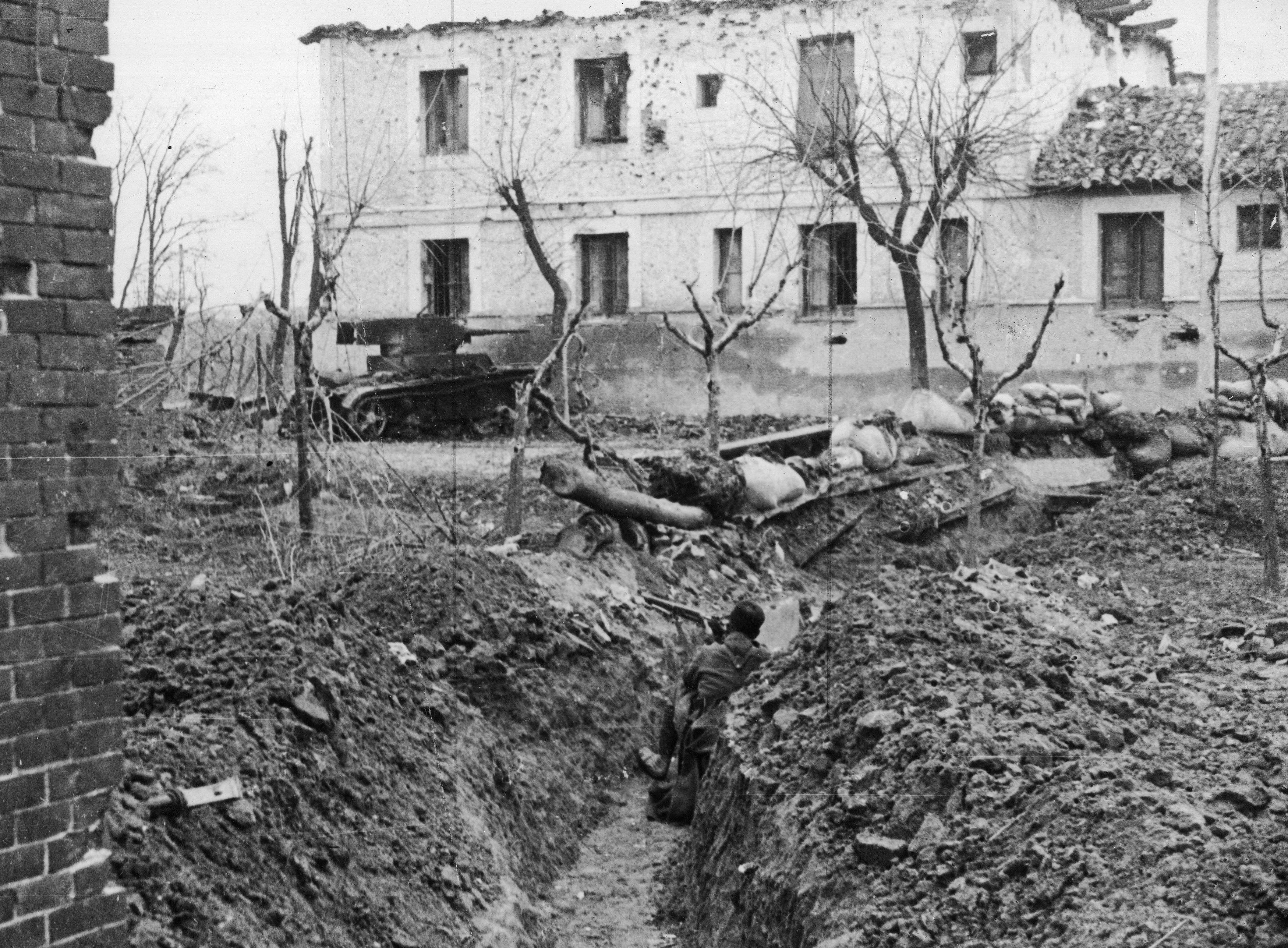
Подбитый Т-26 в Эскориале. 1.1937 г.

12 октября 1936 года на судне «Комсомол» прибыла 1-я поставка советских бронированных машин — 50 Т-26. На основе полученных T-26Б в городе Арчена вскоре организован 1-й танковый батальон. Состав учебного батальона танков — 3 роты по 3 взвода по 3 танка (в общем около 30 Т-26).
В середине ноября 1936 года активны уже 2 батальона. В декабре 1936 года создана 1-я бронированная бригада из 3 батальонов T-26Б (96 танков). Весной 1937 года бригада имеет 4 батальона танков и разведывательную роту с БА-6.
В эти же сроки принято решение о создании 2-й бригады — усиленная аналогичного состава. Кроме того, необходимость оказания бронированной поддержки разным направлениям требует создания ещё 4 отдельных батальонов T-26Б, назначенных в каждую армию. Так, в июне 1937 года в общем 12 батальонов T-26Б (4 в каждой бригаде и 4 отдельных) и 3 батальона колесных бронеавтомобилей (другие авторы упоминают 4). Последние батальоны организованы в полк бронемашин (3 батальона по 3 роты из 10 машин: около 96 колесных бронемашин) созданный в апреле 3. Иногда эта часть называется бригада броне машин. В других текстах упоминается также легкая бригада, оснащенная только бронеавтомобилями, но ощущение, что это ещё одно название полка/бригады бронемашин.
Другие авторы дают разные данные реорганизации бронетанковых войск весной-летом 1937 года и утверждают, что к 1-й бригаде присоединились другие 3 бронебригады. Эти бригады менее мощные, чем 1-я, потому что у них 1 батальон Т-26Б и 2 батальона бронеавтомобилей.
В октябре 1937 года новая реорганизация бронетанковых войск — на базе существующих бригад создание дивизии бронированных машин, которая включает 2 бригады Т-26Б (по 4 батальона), полк тяжелых танков (БТ-5), бригаду пехоты и роту противотанковых пушек. В этой дивизии 260 T-26Б и 48 БТ-5. Были также отдельные батальоны (2?) назначенные в каждую армию (с 3 ротами танков и 1 бронеавтомобилей). В любом случае реальное наличие танков значительно ниже, чем установленное в штатах: до этого момента получено только 256 T-26Б, из которых надо вычесть большое число уничтоженных, захваченных или списанных по износу.
Разрыв республиканской зоны на две заставил разделить исправную бронетехнику, которая структурирована с апреля 1938 года в 1-ю дивизию бронированных машин (назначенную в Восточную группу армий — GERO) и 2-ю дивизию бронированных машин (GERC — Группа армий Центра). 1-я дивизия в составе 3 танковых бригад и 2-й и 3-й смешанных бригад танков и бронеавтомобилей (другие источники включают только 2 бригады в этой дивизии). БТ-5 во 2-ю дивизию. 1-я дивизия перестаёт существовать из-за падения Каталонии в феврале 39 года.
Фактическое наличие бронированных машин, которое имели эти дивизии, позже должно быть малое, так как с лета 1937 года получили только 25 Т-26 (13 марта 1938). Предполагается, что весной 38 года боеготовы немногим более 100 T-26Б, 28 БТ-5, 50 БА-6/Chevrolet 37 года и около 30 ФАИ и UNL-35 (количество UNL, кажется, очень мало).
По поставленным Республике Рено ФТ-17 есть сведения из источника непроверенной авторитетности, что их покупали в Польше по 35 тыс. долларов — танки производства до 1919 года с мизерной скоростью идущего человека и слабой 37-мм пушкой или пулемётом более чем в полтора раза дороже новых Т-26 (20 150 долларов) со скоростью 30 км/ч и спаренными 45-мм пушкой и пулемётом и дороже чем БТ-5 (28 451 доллар).

### Рапорты о потерях советских танков в операциях октября 1936 — августа 1937
Рапорты о потерях советских танков в основных испанских операциях октября 1936 — августа 1937 годов
| Операция                     | Дней/участие танков | Танков в эксплуатации | Уничтожено танков | Повреждено танков | Итого потеряно танков |
| ---------------------------- | ------------------- | --------------------- | ----------------- | ----------------- | --------------------- |
| Мадрид 26.10-28.11.1936      | 34/28               | 87                    | 16/18.3 %         | 36/41.4 %         | 52/59.7 %             |
| Харама 5-27.02.1937          | 27/17               | 47                    | 14/29.8 %         | 20/42.6 %         | 34/72.4 %             |
| Гвадалахара 9-22.03.1937     | 14/6                | 72                    | 7/9.7 %           | 21/29.2 %         | 28/38.9 %             |
| Касо-дель-Кампо 5-12.05.1937 | 8/5                 | 84                    | 10/11.9 %         | 13/15.5 %         | 13/15.5 %             |
| Брунете 6-28.07.1937         | 23/21               | 132                   | 21/15.9 %         | 26/19.7 %         | 47/35.5 %             |
| Итого                        | 106/77              | -                     | 68                | 116               | 184                   |

### Сноски
1. ↑  Запасные части, Инструмент и Принадлежности
2. ↑  Запасные части, Инструмент и Принадлежности